# Шангнау
Шангнау (нем. Schangnau) — коммуна в Швейцарии, в кантоне Берн. 
Входит в состав округа Зигнау. Население составляет 915 человек (на 31 декабря 2006 года). Официальный код — 0906.
В Шангнау родился известный швейцарский горнолыжник Беат Фойц.

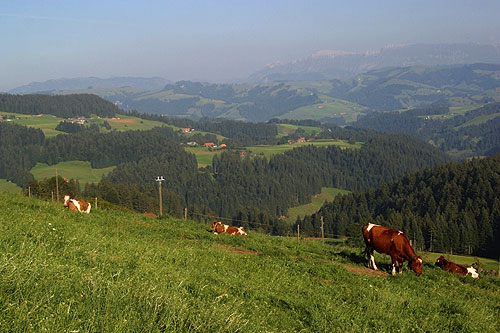
Шангнау